# Phleum echinatum
Phleum echinatum là một loài thực vật có hoa trong họ Hòa thảo. Loài này được Host miêu tả khoa học đầu tiên năm 1805.